# شوم (فیلم ۲۰۱۲)
شوم (به انگلیسی: Sinister) شوم (شیطانی) نام فیلم ترسناکی است که در سال ۲۰۱۲ ساخته شده و به کارگردانی اسکات دریکسون و نوشته اریکسون و سی. رابرت کارگیل است.

## داستان
اسوالد آلیسون یک نویسنده واقعی جرم و جنایت است او برای نوشتن داستان جدیدش به خانه‌ای که در آن یک جنایت اتفاق افتاده‌است نقل مکان می‌کند. دخترش آن خانه را دوست ندارد و اسوالد به دخترش قول می‌دهد به محض تمام شدن کارهایش از آنجا می‌روند. اسوالد در آنجا یک جعبه فیلم ۸ میلیمتری پیدا می‌کند که برای کمک به تحقیقات فیلم‌ها را نگاه می‌کند. در هر یک از فیلم‌ها داستان قتل یک خانواده در همان خانه است که توسط کوچک‌ترین فرد خانواده صورت می‌گیرد. در فیلم هر یک از کودکانی که خانواده خود را به قتل رساندند روش‌های متفاوت و شیطانی برای قتل انتخاب کردند. اسوالد پس از دیدن این فیلم‌ها و اتفاقات عجیب متوجه می‌شود که خطر خانوادهٔ او را نیز تهدید می‌کند و جعبهٔ فیلم را می‌سوزاند و با خانواده به خانهٔ جدیدی نقل مکان می‌کند اما وضعیت هیچ تغییری نمی‌کند و دختر کوچک او تحت تأثیر آن موجود شوم (sinister) قرار گرفته و پدرش (اسوالد) را با قهوه‌ای سمی مسموم می‌کند و اسوالد پس از مدتی بهوش می‌آید و همسرش و پسرش را دست و پا بسته می‌یابد و در همان هنگام دختر کوچکش بالای سر اسوالد با یک تبر می‌ایستد. دخترش جمله (نگران نباش بابایی قول می‌دهم مشهورت کنم) را به زبان می‌آورد و با دوربین از آنها فیلم می‌گیرد و سپس پدرش و بعد مادر و برادرش را با تبر تکه‌تکه می‌کند و نقاشی خانواده تکه‌تکه شده اش را با خون روی تکه‌ای مقوا می‌کشد و همان موقع بچه‌های دیگر خانواده‌ها روی پرده فیلم او را نگاه کرده و سرشان را کج می‌کنند و دختر هم سرش را کج می‌کند و پشت سر او شوم(sinister) دیده می‌شود و بچه‌ها با دیدن او فرار می‌کنند و شوم دختر کوچک را بغل کرده و داخل پردهٔ فیلم شده و فیلم خاموش می‌شود.
در سکانس دیگر همان جعبهٔ فیلم دیده شده و ناگهان شوم صورتش را جلوی دوربین می‌آورد و فیلم با این سکانس تمام می‌شود.

## دنباله
فیلم شوم ۲ ادامهٔ این فیلم می‌باشد که در سال ۲۰۱۵ اکران شد.